# Дионисий (Шишигин)
Архимандри́т Диони́сий (в миру Влади́мир Ви́кторович Шиши́гин; 5 августа 1952 года, Москва, СССР — 1 декабря 2017 года, Москва, Россия) — священнослужитель Русской православной церкви, архимандрит, был благочинным храмов Богоявленского округа Москвы, и настоятелем московского храма святителя Николая Мирликийского в Покровском.

## Биография
Обучаясь в средней школе, часто посещал храм святых первоверховных апостолов Петра и Павла в Лефортове, а затем храмы Антиохийского представительства при московском Патриаршем престоле.
После окончания средней школы он учился в Московской духовной семинарии, а затем продолжил в Духовной академии, окончив её со степенью кандидата богословия за написания диссертации на тему «Опыт научно-справочного аппарата к изданию „Алексий Патриарх Московский и всея Руси. Слова, речи, послания, обращения, статьи (т. 1—4. М.: Московская патриархия, 1948—1963)“».
С 1970 по 1983 годы — книгодержец патриарха Пимена. С 1972 года неоднократно публиковался в «Журнале Московской патриархии».
6 мая 1973 года патриархом Пименом совершена хиротесия во иподиакона, 7 апреля 1974 года им же рукоположён в диакона.
С 1974 года — сотрудник Московской патриархии. С 1978 года — референт патриарха Пимена.
7 апреля 1989 года архиепископом Зарайским Алексием (Кутеповым) рукоположён в пресвитера с возведением в сан протоиерея.
Принимал участие в подготовке и проведении Поместных соборов Русской православной церкви 1988 и 1990 годов, а также различных миротворческих форумов и конференций.
17 апреля 1990 года в Крестовом храме Владимирской иконы Божией Матери в Московской патриархии архиепископом Зарайским Алексием (Кутеповым) пострижен в монашество с именем Дионисий в честь преподобного Дионисия Радонежского, а 18 апреля того же года патриархом Пименом был возведён в сан архимандрита.
В 1989—1991 годах хранитель материальных ценностей хозяйственного управления Московской патриархии, с 1991 года референт Патриархии.
В 1991 году сопровождал патриарха Алексия II в его поездках в Святую землю, Египет, Сирию, Ливан, Турцию. Неоднократно сопровождал патриархов Пимена и Алексия II в их поездках по епархиям.
В 1992 году назначен настоятелем храма святителя Николая Мирликийского в Покровском.
В 1993—2006 годах также — настоятель подворья Патриарха Московского и всея Руси с храмом Иерусалимской иконы Божией Матери за Покровской заставой.
С 1996 года — благочинный храмов Богоявленского округа города Москвы.
В 1997 года назначен председателем ревизионной комиссии при Епархиальном совете Московской епархии.
С 1998 года выполнял также обязанности настоятеля подворья Патриарха Московского и всея Руси с храмом святого благоверного князя Александра Невского в бывшей Покровской богадельне, с 1999 года — настоятель храма Покрова Пресвятой Богородицы в Рубцове.
С 2001 года — член имущественной комиссии при Епархиальном совете Московской епархии.
В 1992—2000 годах — председатель правления ООО «Православный фонд России».
В 1990—2000-х годах подготавливал и инструктировал архимандритов к епископской хиротонии. По словам священника Александра Данилова в этот же период архимандрит Дионисий нес очень большую нагрузку: помимо работы в Патриархии, послушания благочинного, его постоянно назначали настоятелем требующих восстановления храмов: в 1992-м году — храма святителя Николая Мирликийского в Покровском, с 1998 года — храма святого благоверного князя Александра Невского, Патриаршего подворья при бывшей Покровской богадельне; в 1993—2006 годах — церкви Иерусалимской иконы Божией Матери, Патриаршего подворья за Покровской заставой; в 1998—2016 годах — храма Покрова Пресвятой Богородицы в Рубцове.
клирик храма Спаса Нерукотворного на Сетуни Священник Александр Данилов вспоминал, что как только батюшка назначался в новый храм, «он тут же начинал кому-то помогать: кормил бездомных, заботился о пациентах больниц, стариках, инвалидах».
27 декабря 2007 году решением Священного синода введён в комиссию по делам старообрядных приходов и по взаимодействию со старообрядчеством.
3 июля 2009 года при храме Покрова Пресвятой Богородицы в Рубцове был создан Патриарший центр древнерусской богослужебной традиции, в наблюдательный совет которого вошёл архимандрит Дионисий.
Трудом всей его жизни было написание книги о Патриархе Московском и всея Руси Пимене — «„Былое пролетает…“ Патриарх Пимен и его время», изданную в июле 2010 года к 100-летию со дня рождения патриарха Пимена. За эту книгу он в 2011 году был удостоен премии памяти митрополита Макария (Булгакова).
С 2011 года — член бюджетной комиссии Московской патриархии.
7 октября 2016 года освобождён от должности настоятеля Покровского храма в Рубцове с выражением благодарности за понесённые труды.
5 августа 2017 года в храме святителя Николая Мирликийского в Покровском молитвенно отметили 25-летие возрождения приходской жизни и 65-летие со дня рождения Дионисия (Шишигина). Митрополит Арсений, участвовавший в богослужении, подарил ему памятный наперсный крест.
Скончался 1 декабря 2017 года на 66-м году жизни после тяжёлой и продолжительной болезни.

## Награды
Церковные:
- 1977 — Орден святого равноапостольного великого князя Владимира III степени
- 1978 — Патриаршая грамота
- 1979 — Медаль преподобного Сергия Радонежского I степени
- 1980 — Орден преподобного Сергия Радонежского III степени
- 1988 — Орден преподобного Сергия Радонежского II степени
- 1988 — Патриаршая грамота
- 1990 — Орден святого благоверного князя Даниила Московского III степени
- 2000 — юбилейная Патриаршая грамота
- 2002 — Орден святого благоверного князя Даниила Московского II степени
- 2004 — право служения с отверстыми Царскими вратами до «Отче наш»
- 2007 — Орден преподобного Серафима Саровского III степени
- 2012 — Макарьевская премия за труд «Былое пролетает… Патриарх Пимен и его время»
- 2014 — Орден Славы и Чести III степени[8]
- награды Александрийской, Антиохийской и Иерусалимской Православных Церквей.

Светские:
- Медаль «В память 850-летия Москвы» (1997)
- Орден Дружбы (2000) — за большой вклад в укрепление гражданского мира и возрождение духовно-нравственных традиций[9].

## Публикации
- День тезоименитства Святейшего Патриарха Пимена // Журнал Московской Патриархии. 1972. — № 10. — С. 16-17.
- Празднование Новолетия и Рождества Христова в Богоявленском патриаршем соборе // Журнал Московской Патриархии. 1973. — № 2. — С. 11-12.
- Престольный праздник в Троице-Сергиевой Лавре // Журнал Московской Патриархии. 1973. — № 8. — С. 5-6.
- К назначению нового настоятеля патриаршего собора [протоиерея Матфея Стаднюка с возведением в сан протопресвитера] // Журнал Московской Патриархии. 1978. — № 9. — С. 14.
- Святейший Патриарх Пимен о пастырской дисциплине // Журнал Московской Патриархии. 1979. — № 5 — С. 70-73
- Вечная память почившим [Серафима (Зубарева), монахиня, сотрудница Московской Патриархии] // Журнал Московской Патриархии. 1979. — № 7. — С. 26.
- Святейший Патриарх Московский и всея Руси Пимен (к 70-летию со дня рождения) // Журнал Московской Патриархии. 1980. — № 7. — С. 4-7.
- К 50-летию пастырского служения Святейшего Патриарха Пимена // Журнал Московской Патриархии. 1982. — № 3. — С. 17.
- Тезоименитство Его Святейшества // Журнал Московской Патриархии. 1982. — № 12. — С. 36-38.
- Празднование знаменательной даты [25-летия епископской хиротонии Святейшего Патриарха Пимена] // Журнал Московской Патриархии. 1983. — № 2. — С. 44-45.
- Чтобы стало любовью…: путеводитель по храму / [Сост. архимандрит Дионисий (Шишигин)]. — Москва : Никольский листок, 2007. — 135 с. — ISBN 5-93176-119-9
- Русская церковь в Белой борьбе // Белое дело: I Съезд представителей печатных и электронных изданий. История. Идеология. Современность русского Белого движения. Резолюции и материалы. Справочник изданий. — Москва, 2010 — C. 22—35.
- Старший лейтенант Извеков : о военном периоде жизни Святейшего Патриарха Московского и всея Руси Пимена (в миру Сергей Михайлович Извеков. 1910—1990). Отрывок из книги о Святейшем «Былое пролетает» // Московский журнал. История государства Российского. — 2010. — N 5 (233). — С. 8-15
- «Былое пролетает…». Патриарх Пимен и его время / Публ., сост. и истор. коммент. архим. Дионисий (Шишигин). — М.: ОАО «ГУП Экономика»; М.: храм свт. Николая в Покровском, 2010. — 616 с. — ISBN 978-5-93176-024-7